# 康拉德·温克勒
康拉德·温克勒（德語：Konrad Winkler，1955年2月17日—），德国男子北欧两项运动员。他曾代表东德参加1976年和1980年冬季奥林匹克运动会北欧两项比赛，获得二枚铜牌。